# Makiuchi Keita
Keita Makiuchi (sinh ngày 24 tháng 7 năm 1990) là một cầu thủ bóng đá người Nhật Bản.

## Sự nghiệp câu lạc bộ
Keita Makiuchi đã từng chơi cho Blaublitz Akita và SC Sagamihara.